# Церковь Успения Пресвятой Богородицы в Тырговиште
Успения Пресвятой Богородицы (болг. Църква Свето Успение Богородично) - православный храм в юрисдикции Болгарской православной церкви, расположен в городе Тырговиште (Болгария). Церковь является одним из лучших примеров церковного зодчества периода Болгарского национального возрождения.

## История

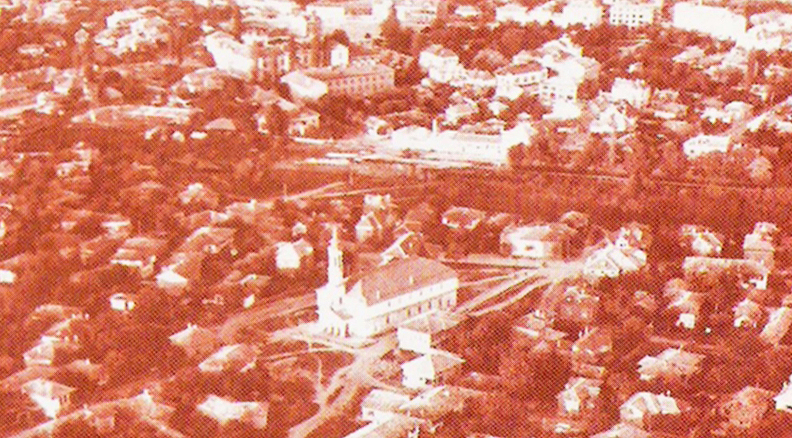
1930

Здание находится в квартале Вароша - старый город в Тырговиште. Церковь была построена в период с 1847-1851 по проекту архитектора Усты Димитра.
Церковь каменная, имеет три нефа, её площадь составляет 510 кв. м. В 1860 году было выполнено внутреннее убранство включая иконостас работы художников из школы в Трявне.
Изначально колокольня храма была деревянной и отдельно стоящей. В самом начале XX века элегантная колокольня, сохранившаяся по настоящее время, была построена Генчо Новаковым по проекту итальянского архитектора Пола Форлани.

## Фотографии

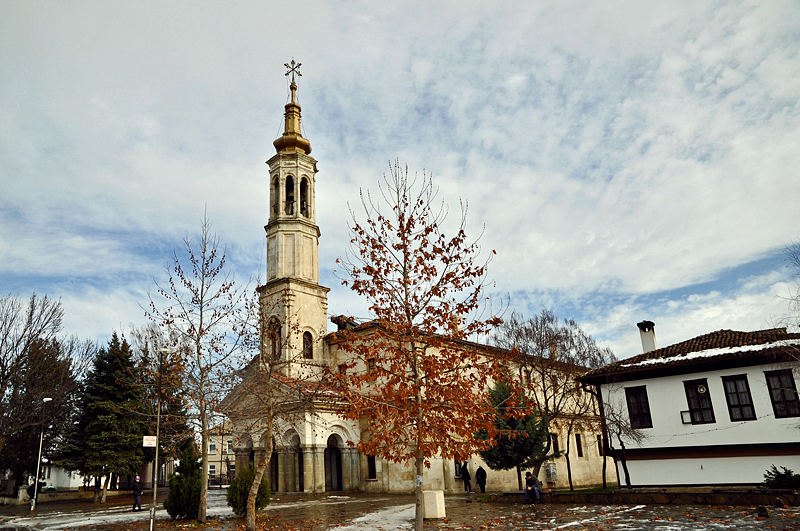
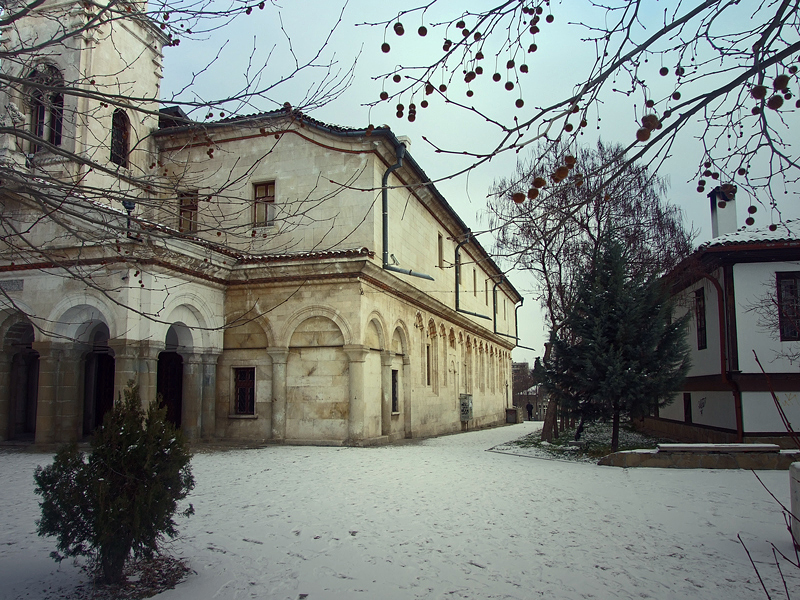
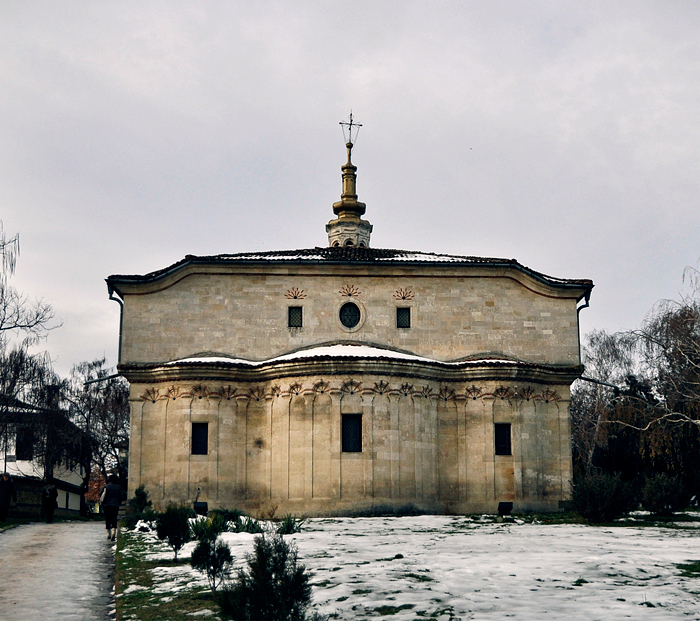
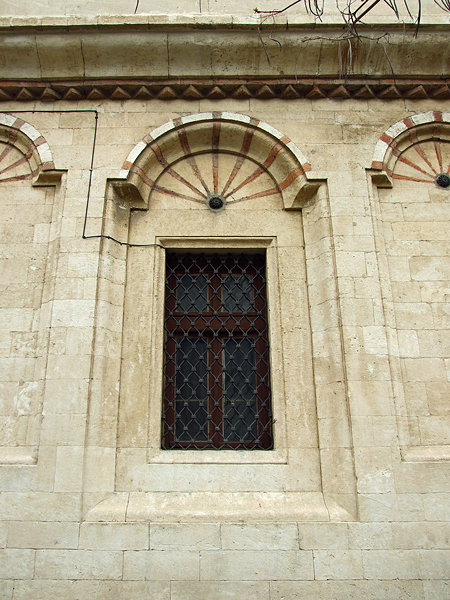